# Trần Hào (diễn viên)
Trần Hào có tên tiếng Anh là Moses Chan (sinh ngày 16 tháng 4 năm 1971 tại Hồng Kông thuộc Anh) là một nam diễn viên truyền hình-diễn viên điện ảnh, người mẫu kiêm ca sĩ nổi tiếng người Hồng Kông gốc Trung Quốc. Anh từng là diễn viên độc quyền của hãng TVB.
Ngày 17 tháng 11 năm 2007, Trần Hào đã đạt cú đúp khi giành được cả hai giải "Nam diễn viên xuất sắc nhất" và "Nhân vật được yêu thích nhất" tại Giải thưởng hàng năm của TVB lần thứ 40 với vai diễn Đường Chí An trong bộ phim truyền hình Sóng gió gia tộc do TVB sản xuất.
Bên cạnh đó, anh còn xuất hiện với vai trò giám khảo của cuộc thi Hoa hậu Hồng Kông năm 2007 và Hoa hậu Quốc tế Hồng Kông năm 2008.

## Cuộc sống
Trần Hào từng sống và học tập tại Melbourne, Brisbane và Sydney, Úc 10 năm trước khi trở về Hồng Kông để phát triển sự nghiệp diễn xuất. Sau một thời gian cùng hợp tác trong dự án phim Tâm chiến của TVB sản xuất năm 2011, Trần Hào đã chính thức lên xe hoa với đồng nghiệp, đồng thời cũng là Hoa hậu Hồng Kông năm 2006 Trần Nhân Mỹ vào ngày 12 tháng 6 năm 2013 tại thủ đô Paris của nước Pháp. Sau khi kết hôn, họ có với nhau 3 đứa con - 2 trai 1 gái

## Danh sách các phim đã tham gia

### Phim điện ảnh
| Năm  | Tên phim                                   | Vai diễn                     | Ghi chú          |
| ---- | ------------------------------------------ | ---------------------------- | ---------------- |
| 1994 | Vãn cửu triều ngũ                          | Tom                          |                  |
| 1994 | In the heart of summer                     | Hứa Chí Sâm                  |                  |
| 1995 | Hoan lạc thời quang                        | Bao Tô Công                  |                  |
| 1995 | Từ Vân Sơn Thập Tam Thái Bảo               | Lý Triệu Cơ/Cao Phi          |                  |
| 1995 | Nữ tiếp viên hàng không                    | Trần Vĩ Minh                 |                  |
| 1995 | Cứu thế thần côn                           | Willie                       |                  |
| 1995 | Ảnh tử địch nhân                           | Anh Đông                     |                  |
| 1995 | Đao                                        | Thiết Đầu                    |                  |
| 1996 | Điện ảnh cố sự                             | A Man                        |                  |
| 1996 | Đại tam nguyên                             | Trần Tuấn Nam                |                  |
| 1996 | Cổ hoặc tử 2: Mãnh long quá giang          | Vệ sĩ Cao Tiệp               |                  |
| 1996 | Kim chi ngọc diệp 2                        | Thí sinh đồng tính           |                  |
| 1996 | Chân trời góc biển                         | A Long (bạn trai của Tề Lâm) |                  |
| 1996 | Hắc hiệp                                   | Thành viên đội 701           |                  |
| 1996 | Thần bài 3: Thiếu niên Thần bài            | Tô Đồ                        |                  |
| 1997 | Hiệp đạo song hùng                         | Thành viên xã hội đen        |                  |
| 1997 | Trạng sư xảo quyệt                         | Hà Xuân                      |                  |
| 1997 | Khủng bố kê                                | Quan Huy                     |                  |
| 1998 | KO Lôi đình nhất kích                      | Sếp Vương                    |                  |
| 1998 | Hương Cảng đại dạ tổng hội                 | Người liên lạc               |                  |
| 1998 | Hào giang phong vân                        | Quốc Hào                     |                  |
| 1998 | PR Girls                                   | Tế Bỉnh                      |                  |
| 1999 | Four chefs and a feast                     |                              |                  |
| 1999 | Đặc cảnh tân nhân loại                     | Sếp Đỗ                       |                  |
| 1999 | Tử vũ phong bạo                            | Thanh tra cấp cao Rocky Chan |                  |
| 1999 | Mê thất sâm lâm                            | Eric                         |                  |
| 1999 | Liệt hỏa chiến xa 2: Cực tốc truyền thuyết | Em trai của Đặng Phong       |                  |
| 1999 | Lão Khương                                 |                              |                  |
| 2000 | Hình cảnh bạo lực                          | Cảnh sát hài hước            |                  |
| 2000 | Lý tình                                    |                              |                  |
| 2000 | Roaring Wheels                             | A Phong                      |                  |
| 2001 | Người tình lừa đảo                         | Edward Lee                   |                  |
| 2001 | Hiểm giác                                  | Nhân viên thú y George       |                  |
| 2001 | Tối kích chi thủ                           |                              | Điện ảnh Phúc Âm |
| 2001 | Ngọc nữ thiêm đinh                         |                              |                  |
| 2004 | Thân mật sát cơ                            | Thanh tra                    | Phim của TVB     |
| 2014 | Điểm đối điểm                              | Tuyết Thông                  |                  |

### Phim truyền hình
| Năm  | Tựa phim                 | Vai diễn                     | Đài        | Giải thưởng | Ghi chú   |
| ---- | ------------------------ | ---------------------------- | ---------- | --- | --------- |
| 1999 | Trung Hoa đại trượng phu | Hoành Sơn Anh Hùng           | China Star | |           |
| 2000 | Bàn tay nhân ái 2        | Lâm Mẫn Trí (M.C.Lam)        | TVB        | |           |
| 2001 | ICAC Investigators 2001  | Chung Phúc Mậu (Miêu tử)     |            | |           |
| 2001 | Lực lượng phản ứng 3     | Trần Diệu Dương              |            | |           |
| 2002 | Lạc Thần                 | Tào Phi                      |            | Giải thưởng Truyền hình TVB năm 2002 cho "Nam nghệ sĩ mới được yêu thích nhất" Giải thưởng của Tạp chí Minh Báo cho "Nam nghệ sĩ nổi bật nhất" |           |
| 2002 | Người Cha Tuyệt Vời      | Tiêu Hiển Hoa (Kelvin)       |            | Top 5 Giải thưởng Truyền hình TVB năm 2002 cho "Nam diễn viên chính được yêu thích nhất" Top 5 Giải thưởng của Tạp chí Minh Báo cho "Nam nghệ sĩ nổi bật nhất" |           |
| 2002 | Chuyên gia đàm phán      | Mạc Gia Thông                |            | Giải thưởng Truyền hình Astro 2002 cho "Vai diễn đáng nhớ nhất" (cùng với Quách Khả Doanh) |           |
| 2002 | Nối Lại Tình Xưa         | Hình Tuấn                    |            | |           |
| 2003 | Phác thủy oan gia        | Ngũ Văn Xương (Eric)         |            | |           |
| 2003 | Trường Bình Công Chúa    | Hoàng đế Sùng Trinh          |            | |           |
| 2003 | Se Duyên                 | Cao Phi                      |            | |           |
| 2003 | Khát vọng tuổi trẻ       | Độ Biên Triết Tu             |            | | Khách mời |
| 2003 | Thượng Hải Ngày Xưa      | Thiệu Tấn Khanh              |            | |           |
| 2004 | Thâm cung nội chiến      | Khổng Vũ                     |            | Giải thưởng Truyền hình TVB năm 2004 cho "Vai diễn truyền hình được yêu thích nhất" Giải thưởng Truyền hình TVB năm 2004 cho "Nam diễn viên chính được yêu thích nhất" Giải thưởng TVB hằng năm năm 2004 cho "Phim truyền hình xuất sắc nhất" Giải thưởng Hunan Entertainment China 2006 cho "Nam diễn viên triển vọng nhất" Top 5 Giải thưởng của Tạp chí Minh Báo cho "Nam nghệ sĩ nổi bật nhất" |           |
| 2004 | 30 ngày điều tra         | Lục Diệu Quốc                |            | |           |
| 2005 | Nợ tình                  | Lâm Tam Hà/Tiết Thủy         |            | Giải thưởng Truyền hình Astro 2006 cho "Vai diễn được yêu thích nhất" Giải thưởng Truyền hình Astro 2006 cho "Cặp đôi được yêu thích nhất" (cùng với Liêu Bích Nhi) |           |
| 2005 | Mưu dũng kỳ phùng        | Thủy Đông Lâu                |            | Giải thưởng Truyền hình Astro 2006 cho "Nam diễn viên chính được yêu thích nhất" Giải thưởng Liên hoan phim Nam Phương 2006 cho "Nam nghệ sĩ phía Nam nổi bật nhất" Top 5 Giải thưởng TVB hằng năm năm 2005 cho "Nam diễn viên chính xuất sắc nhất" Top 5 Giải thưởng của Tạp chí Minh Báo cho "Nam nghệ sĩ truyền hình nổi bật nhất" |           |
| 2005 | Quyền lực đen tối        | Chúc Hữu Nghiệp              |            | |           |
| 2006 | Bão cát                  | Tống Đông Thăng              |            | Top 5 Giải thưởng TVB hằng năm năm 2006 cho "Nam diễn viên chính xuất sắc nhất" |           |
| 2006 | Miền Đất Hứa             | Tề Bách Xuyên/Phạm Tử Tề     |            | Giải thưởng Truyền hình Astro 2007 cho "Vai diễn được yêu thích nhất" Top 5 Giải thưởng Truyền hình Astro 2007 cho "Nam diễn viên chính được yêu thích nhất" Giải thưởng Giải trí Trung Quốc/Hồng Kông cho "Nam diễn viên thời trang nhất" |           |
| 2006 | Chuyển thế kinh tình     | Đơn Vô Tà                    |            | |           |
| 2007 | Sóng gió gia tộc         | Đường Chí An/Đắc Đắc Địa     |            | Giải thưởng TVB hằng năm năm 2007 cho "Nam diễn viên chính xuất sắc nhất" và "Nhân vật nam được yêu thích nhất" Giải thưởng TVB hằng năm năm 2007 cho "Phim truyền hình xuất sắc nhất" Giải thưởng Truyền hình Astro cho "Nam diễn viên chính được yêu thích nhất" và "Vai diễn được yêu thích nhất" Top 5 Giải thưởng TVB hằng năm năm 2007 cho "Nam nghệ sĩ TVB được yêu thích nhất tại Đại lục Top 5 Giải thưởng của Tạp chí Minh Báo cho "Nam nghệ sĩ truyền hình nổi bật nhất" |           |
| 2007 | Cảnh sát tài ba          | Vi Tấn Long (Johnlung)       |            | Top 5 Giải thưởng TVB hằng năm năm 2007 cho "Nam nghệ sĩ TVB được yêu thích nhất tại Đại lục" |           |
| 2008 | Sức mạnh tình thân       | Cam Vĩnh Gia (A Tạp)         |            | Giải thưởng Truyền hình TVB 2010 cho "Nhân vật nam TVB được yêu thích nhất năm 2009" Giải thưởng TVB hằng năm năm 2008 cho "Phim truyền hình xuất sắc nhất" Giải thưởng TVB hằng năm năm 2008 cho "Nghệ sĩ ăn mặc thời trang nhất Top 5 Giải thưởng TVB hằng năm năm 2008 cho "Nam diễn viên chính xuất sắc nhất" Top 5 Giải thưởng của Tạp chí Minh Báo cho "Nam nghệ sĩ truyền hình nổi bật nhất" |           |
| 2008 | Lấy chồng giàu sang      | Hạ Triết Nam (Terrance)      |            | Top 5 Giải thưởng TVB hằng năm năm 2009 cho "Nhân vật nam được yêu thích nhất" |           |
| 2009 | Cung tâm kế              | Lý Di                        |            | Giải thưởng Channel V Hoa ngữ toàn cầu lần thứ 14 cho "Nam diễn viên truyền hình xuất sắc nhất" (khu vực Hồng Kông) Top 5 Giải thưởng TVB hằng năm năm 2009 cho "Nam diễn viên chính xuất sắc nhất" Được vinh danh là "Nghệ sĩ nổi tiếng trên trang tvb.com" tại Lễ trao giải TVB hằng năm năm 2009 |           |
| 2010 | Thu Hương và Đường Bá Hổ | Đường Bá Hổ                  |            | |           |
| 2010 | Phi nữ chính truyện      | Giản Minh Hiên (Wallace)     |            | |           |
| 2010 | Công chúa giá đáo        | Kim Đa Lộc                   |            | Giải thưởng TVB hằng năm năm 2010 cho "Diễn xuất tốt nhất" Giải thưởng TVB hằng năm năm 2010 cho "Phim truyền hình xuất sắc nhất" Top 5 Giải thưởng TVB hằng năm năm 2010 cho "Nam diễn viên chính xuất sắc nhất" và "Nhân vật nam được yêu thích nhất" Giải thưởng của Tạp chí Minh Báo cho "Nam nghệ sĩ truyền hình nổi bật nhất" Giải thưởng MY AOD Favourite năm 2010 cho "Nam diễn viên truyền hình được yêu thích nhất" Top 10 Giải thưởng MY AOD Favourite năm 2010 cho "Nhân vạt truyền hình được yêu thích nhất" Giải thưởng Truyền hình TVB năm 2011 cho "Cặp đôi được yêu thích nhất" (cùng với Xà Thi Mạn) và "Nghệ sĩ TVB được yêu thích nhất" |           |
| 2011 | Trường học mật cảnh      | La Diệu Hoa                  |            | Đề cử Giải thưởng MY AOD Favourite cho "Vai diễn được yêu thích nhất" và "Nam diễn viên chính được yêu thích nhất" Giải thưởng TVB StarHub năm 2012 cho "Cặp đôi được yêu thích nhất" (cùng với Chung Gia Hân) Top 5 Giải thưởng TVB hằng năm năm 2011 cho "Nam diễn viên chính xuất sắc nhất" |           |
| 2011 | Thiên và Địa             | Tống Dĩ Lãng (Hắc Tử, Angus) |            | Giải thưởng TVB StarHub năm 2012 cho "Nhân vật nam được yêu thích nhất" Giải thưởng Truyền hình châu Á lần thứ 17 cho "Nam diễn viên chính xuất sắc nhất" (Á Châu Thị Đế) Giải thưởng TVB hằng năm năm 2012 cho "Phim truyền hình xuất sắc nhất" |           |
| 2012 | Tứ giác tình yêu         | Dư Trấn Đông (MK tử)         |            | |           |
| 2012 | Tâm chiến                | Chương Thế Ngôn (Ivan)       |            | Đề cử Giải thưởng MY AOD Favourite cho "Vai diễn được yêu thích nhất" Top 5 Giải thưởng MY AOD Favourite cho "Nam diễn viên chính xuất sắc nhất" |           |
| 2012 | Nấc thang tình yêu       | Miêu Thiên                   |            | Top 5 Giải thưởng TVB hằng năm năm 2012 cho "Nam diễn viên chính xuất sắc nhất" Top 10 Giải thưởng TVB hằng năm năm 2012 cho "Nhân vật nam được yêu thích nhất" |           |
| 2013 | Phụng vũ hương la        | Thiệu Tấn Khanh              |            | |           |
| 2013 | Thâm cung nội chiến 2    | Cao Lưu Phi, Khổng Vũ        |            | Giải thưởng TVB StarHub năm 2013 cho "Nhân vật nam TVB được yêu thích nhất" |           |
| 2013 | Đại luật sư tranh tài    | Lý Danh Dương (Morris)       |            | Đề cử Giải thưởng TVB Malaysia 2013 cho "Nam diễn viên chính TVB được yêu thích nhất" và "Nhân vật TVB được yêu thích nhất" |           |
| 2015 | Thủy phát yên chi        | Mãn Thừa Khang               |            | |           |
| 2015 | Bồi trứ nhĩ tẩu          | Kim Ngôn Trọng               |            | |           |
| 2015 | Chơi với ma              | Michael                      |            | |           |
| 2015 | Triều Lưu Giáo chủ       |                              |            | |           |
| 2017 | Sứ đồ hành giả 2         | Ngụy Đức Tín (Victor)        |            | |           |
|      | Những Kẻ Ba Hoa          | Quảng Cảng Sinh              |            | |           |
| 2020 | Sát Thủ                  | Kiều Tinh                    |            | |           |
| 2021 | Lực Lượng Phản Ứng 2021  | Mông Hán Sâm                 |            | |           |
|      | Tình Yêu Không Ranh Giới | Mạch Tử Phong                |            | |           |

## Sách và tạp chí
| Năm  | Tựa đề                                              | Nhà xuất bản        |
| ---- | --------------------------------------------------- | ------------------- |
| 2009 | Cấp cà phê thâu nhất bôi thời gian: My Coffee Guide | Nhà xuất bản Vạn Lí |
| 2013 | Phẩm vị cà phê                                      | Nhà xuất bản Vạn Lí |

## Đĩa
| Năm  | Tựa đề                                                       |
| ---- | ------------------------------------------------------------ |
| 2003 | Anh ngữ nhật dụng Longman Follow Me (Phần mềm học tiếng Anh) |
| 2009 | Phẩm vị cà phê (9 tập)                                       |

## Bài hát
| Năm  | Tên bài hát                               | Cùng trình bày                           | Nhạc                         | Lời             | Biên soạn                     | Phim                  | Tính chất | Album                        | Ghi chú |
| ---- | ----------------------------------------- | ---------------------------------------- | ---------------------------- | --------------- | ----------------------------- | --------------------- | --------- | ---------------------------- | --- |
| 2005 | Tâm hoa vô hạn 心花無限                   |                                          | Dương Kỳ Xương               | Bang Kiến Lương | Dương Kỳ Xương                | Nợ tình               | Nhạc nền  | Nam nhân mị                  | |
| 2005 | Truth 心裡話                              | Đào Đại Vũ Quách Khả Doanh Liêu Bích Nhi | Đặng Trí Vĩ                  | Trịnh Anh Luân  | Đặng Trí Vĩ                   | Nợ tình               | Trailer   |                              | |
| 2005 | Minh tri bất tri sọa si si 明知不知傻痴痴 | Châu Lệ Kỳ                               | Trương Uyển Nhi              | Trương Uyển Nhi | Trương Uyển Nhi               | Mưu dũng kỳ phùng     | Nhạc nền  |                              | |
| 2005 | Dấu vết 痕跡                              |                                          | Đặng Trí Vĩ                  | Trịnh Anh Luân  |                               | Quyền lực đen tối     | Trailer   |                              | |
| 2006 | Xuyên lưu bất tức 川流不息                |                                          | Tạ Kiệt                      | Trần Thiếu Kỳ   |                               | Hối thông thiên hạ    | Trailer   |                              | |
| 2007 | Tứ ngã nhất tử 賜我一死                   |                                          | Đặng Trí Vĩ                  | Trần Thi Tuệ    | Johnny Yim                    | Cảnh sát tài ba       | Trailer   | Love TV Tình ca tuyển chọn   | |
| 2008 | I'm still waiting for what 我還在等什麼   |                                          | Dương Nghị                   | Trương Mỹ Hiền  | Dương Nghị                    | Lấy chồng giàu sang   | Nhạc phim |                              | |
| 2011 | Xuân phong hóa vũ 春風化雨                | Ngô Trác Hy                              | Đặng Trí Vĩ Diệp Triệu Trung | Trần Thi Tuệ    | Diệp Triệu Trung              | Trường học mật cảnh   | Nhạc nền  | Love TV Tình ca tuyển chọn 3 | |
| 2011 | Niên thiếu vô tri 年少無知                | Lâm Bảo Di Huỳnh Đức Bân                 | Hoàng Quán Trung             | Lâm Nhược Ninh  | Hoàng Quán Trung Lưu Chí Viễn | Thiên và Địa          | Trailer   | Love TV Tình ca tuyển chọn 3 | Giải thưởng SINA Music cho "Nhạc phim xuất sắc nhất" Giải thưởng CASH Golden Sail Music cho "Ca khúc hay nhất" |
| 2012 | 4 In Love                                 |                                          | DJ Galaxy                    | Hoàng Hậu Lâm   | DJ Galaxy                     | Tứ giác tình yêu      | Nhạc nền  |                              | |
| 2013 | Tử cấm phiêu dao 紫禁飄謠                 | Ngũ Vịnh Vy                              | Trần Quốc Lương              | Sầm Vĩ Tông     |                               | Thâm cung nội chiến 2 | Trailer   |                              | |
| 2015 | Thiên sứ 天使                             | Hồ Hạnh Nhi                              | Trương Gia Thành             | Dương Hi        |                               | Bồi trứ nhĩ tẩu       | Nhạc nền  |                              | |

## Giải thưởng

### Giải thưởng Truyền hình châu Á
| Năm  | Hạng mục                          | Phim         | Nhân vật                     | Kết quả   |
| ---- | --------------------------------- | ------------ | ---------------------------- | --------- |
| 2012 | Nam diễn viên chính xuất sắc nhất | Thiên và Địa | Tống Dĩ Lãng (Hắc tử, Angus) | Đoạt giải |

### Giải thưởng Truyền hình TVB
| Năm  | Hạng mục                                        | Phim                | Nhân vật                | Kết quả   |
| ---- | ----------------------------------------------- | ------------------- | ----------------------- | --------- |
| 2002 | Nam nghệ sĩ tiến bộ nhất năm                    | Lạc Thần            |                         | Đoạt giải |
| 2002 | Nam diễn viên chính được yêu thích nhất         | Tuyệt thế hảo ba    | Tiêu Hiển Hoa (Kelvin)  | Đề cử     |
| 2004 | Nhân vật nam được yêu thích nhất năm            | Thâm cung nội chiến | Khổng Vũ                | Đoạt giải |
| 2004 | Nam diễn viên chính được yêu thích nhất         | Thâm cung nội chiến | Khổng Vũ                | Đề cử     |
| 2005 | Nam diễn viên chính xuất sắc nhất               | Mưu dũng kỳ phùng   | Thủy Đông Lâu           | Đề cử     |
| 2006 | Nam diễn viên chính xuất sắc nhất               | Bão cát             | Tống Đông Thăng         | Đề cử     |
| 2007 | Nam diễn viên chính xuất sắc nhất               | Sóng gió gia tộc    | Đường Chí An            | Đoạt giải |
| 2007 | Nhân vật nam được yêu thích nhất                | Sóng gió gia tộc    | Đường Chí An            | Đoạt giải |
| 2007 | Nghệ sĩ nam TVB được yêu thích nhất tại Đại lục | Sóng gió gia tộc    | Đường Chí An            | Đề cử     |
| 2007 | Nghệ sĩ nam TVB được yêu thích nhất tại Đại lục | Cảnh sát tài ba     | Vi Tấn Long (Johnlung)  | Đề cử     |
| 2008 | Nam diễn viên chính xuất sắc nhất               | Sức mạnh tình thân  | Cam Vĩnh Gia (A Tạp)    | Đề cử     |
| 2009 | Nhân vật nam được yêu thích nhất                | Châu quang bảo khí  | Hạ Triết Nam (Terrance) | Đề cử     |
| 2009 | Nam diễn viên chính xuất sắc nhất               | Cung tâm kế         | Lý Di                   | Đề cử     |
| 2009 | Nghệ sĩ nổi tiếng trên tvb.com                  | Cung tâm kế         | Lý Di                   | Đề cử     |
| 2010 | Nam diễn viên chính xuất sắc nhất               | Công chúa giá đáo   | Kim Đa Lộc              | Đề cử     |
| 2010 | Nhân vật nam được yêu thích nhất                | Công chúa giá đáo   | Kim Đa Lộc              | Đề cử     |
| 2010 | Diễn xuất hay nhất                              |                     |                         | Đoạt giải |
| 2011 | Nam diễn viên chính xuất sắc nhất               | Trường học mật cảnh | La Diệu Hoa             | Đề cử     |
| 2012 | Nam diễn viên chính xuất sắc nhất               | Thiên thê           | Miêu Thiên              | Đề cử     |
| 2012 | Nhân vật nam được yêu thích nhất                | Thiên thê           | Miêu Thiên              | Đề cử     |

### Giải thưởng TVB Star Awards Malaysia
| Năm  | Hạng mục                                | Phim                  | Nhân vật               | Kết quả |
| ---- | --------------------------------------- | --------------------- | ---------------------- | ------- |
| 2013 | Diễn viên chính TVB được yêu thích nhất | Đại luật sư tranh tài | Lý Danh Dương (Morris) | Đề cử   |
| 2013 | Nhân vật nam TVB được yêu thích nhất    | Đại luật sư tranh tài | Lý Danh Dương (Morris) | Đề cử   |

### Giải thưởng Truyền hình Hoa Lệ Đài Astro
| Năm  | Hạng mục                                | Phim                | Nhân vật                  | Kết quả   |
| ---- | --------------------------------------- | ------------------- | ------------------------- | --------- |
| 2004 | Vai diễn đáng nhớ nhất - Mạc Gia Thông  | Chuyên gia đàm phán | Giản Khiết, Mạc Gia Thông | Đoạt giải |
| 2004 | Vai diễn được yêu thích nhất            | Nợ tình             | Tiết Thủy/Lâm Tam Hà      | Đoạt giải |
| 2004 | Cặp đôi được yêu thích nhất             | Nợ tình             | cùng với Liêu Bích Nhi    | Đoạt giải |
| 2004 | Nam diễn viên chính được yêu thích nhất | Mưu dũng kỳ phùng   | Thủy Đông Lâu             | Đoạt giải |
| 2007 | Vai diễn được yêu thích nhất            | Hối thông thiên hạ  | Tề Bách Xuyên/Phạm Tử Tề  | Đoạt giải |
| 2007 | Nam diễn viên chính được yêu thích nhất | Hối thông thiên hạ  | Tề Bách Xuyên/Phạm Tử Tề  | Đề cử     |
| 2008 | Vai diễn được yêu thích nhất            | Sóng gió gia tộc    | Đường Chí An              | Đoạt giải |
| 2008 | Nam diễn viên chính được yêu thích nhất | Sóng gió gia tộc    | Đường Chí An              | Đoạt giải |

### Giải thưởng Astro On Demand Favourite
| Năm  | Hạng mục                          | Phim                | Nhân vật        | Kết quả   |
| ---- | --------------------------------- | ------------------- | --------------- | --------- |
| 2010 | Nam diễn viên chính xuất sắc nhất | Công chúa giá đáo   |                 | Đoạt giải |
| 2010 | Nhân vật nam được yêu thích nhất  | Công chúa giá đáo   | Kim Đa Lộc      | Đoạt giải |
| 2011 | Nhân vật nam được yêu thích nhất  | Trường học mật cảnh | La Diệu Hoa     | Đoạt giải |
| 2011 | Nam diễn viên chính xuất sắc nhất | Trường học mật cảnh | La Diệu Hoa     | Đề cử     |
| 2012 | Nhân vật nam được yêu thích nhất  | Tâm chiến           | Chương Thế Ngôn | Đoạt giải |
| 2012 | Nam diễn viên chính xuất sắc nhất | Tâm chiến           | Chương Thế Ngôn | Đề cử     |

### Giải thưởng StarHub TVB
| Năm  | Hạng mục                                                         | Phim                  | Nhân vật     | Kết quả   |
| ---- | ---------------------------------------------------------------- | --------------------- | ------------ | --------- |
| 2010 | Nhân vật TVB nam được yêu thích nhất năm 2009                    | Sức mạnh tình thân    | Cam Vĩnh Gia | Đoạt giải |
| 2011 | Cặp đôi màn ảnh đẹp nhất (cùng với Xà Thi Mạn)                   | Công chúa giá đáo     |              | Đoạt giải |
| 2011 | Nam diễn viên TVB được yêu thích nhất                            |                       |              | Đoạt giải |
| 2011 | Nhân vật TVB nam được yêu thích nhất                             | Công chúa giá đáo     | Kim Đa Lộc   | Đoạt giải |
| 2012 | Cặp đôi màn ảnh TVB được yêu thích nhất (cùng với Chung Gia Hân) | Trường học mật cảnh   |              | Đoạt giải |
| 2012 | Nhân vật TVB nam được yêu thích nhất                             | Thiên và Địa          | Tống Dĩ Lãng | Đoạt giải |
| 2013 | Nhân vật TVB nam được yêu thích nhất                             | Thâm cung nội chiến 2 | Cao Lưu Phi  | Đoạt giải |

### Giải thưởng Nghệ thuật của Tuần báo Minh Báo
| Năm  | Hạng mục                             | Phim                | Nhân vật               | Kết quả   |
| ---- | ------------------------------------ | ------------------- | ---------------------- | --------- |
| 2002 | Nam nghệ sĩ truyền hình nổi bật nhất | Lạc thần            | Tào Phi                | Đoạt giải |
| 2002 | Nam nghệ sĩ truyền hình nổi bật nhất | Tuyệt thế hảo ba    | Tiêu Hiển Hoa (Kelvin) | Đề cử     |
| 2004 | Nam nghệ sĩ truyền hình nổi bật nhất | Thâm cung nội chiến | Khổng Vũ               | Đề cử     |
| 2005 | Nam nghệ sĩ truyền hình nổi bật nhất | Mưu dũng kỳ phùng   | Thủy Đông Lâu          | Đề cử     |
| 2007 | Nam nghệ sĩ truyền hình nổi bật nhất | Sóng gió gia tộc    | Đường Chí An           | Đề cử     |
| 2008 | Nam nghệ sĩ truyền hình nổi bật nhất | Sức mạnh tình thân  | Cam Vĩnh Gia           | Đề cử     |
| 2010 | Nam nghệ sĩ truyền hình nổi bật nhất | Công chúa giá đáo   | Kim Đa Lộc             | Đoạt giải |